# Diactor bilineatus
Diactor bilineatus é uma espécie de inseto da subordem heteroptera, da tribo Anisoscelini.

## Ecologia
É considerado uma das principais pragas que atacam os pés de maracujás e é especializado no maracujá.
Seus ovos podem ser parasitados por Hadronotus barbiellinii.